# Puig de la Trilla
El Puig de la Trilla és una muntanya de 801 metres que es troba al municipi d'Albanyà, a la comarca catalana de l'Alt Empordà.